# La Roche & Co.
O Bank La Roche & Co Ltd é um banco privado suíço, com sede na Basileia e fundado em 1787 por Benedikt La Roche. Está organizado na forma de um Aktiengesellschaft. O banco é especializado em gerenciamento de ativos para clientes particulares e investidores institucionais. O banco possui subsidiárias em Berna e Olten e um escritório em Zurique. Possui 120 funcionários (2011). A empresa foi originalmente denominada Benedikt La Roche, e o nome foi alterado para La Roche & Co. em 1892.